# Полыниха
Полы́ниха — село в Чугуевском муниципальном районе Приморского края России.

## География
Село находится на левом берегу реки Уссури, при впадении в неё слева реки Полыниха, на расстоянии 43 км (по прямой) к северо-востоку от села Чугуевка, административного центра района.
От Полынихы к селу Кокшаровка идёт автомобильная дорога, построен мост через Уссури. Расстояние между сёлами около 3 км.

## Население
| 2002 | 2006 | 2010 |
| ---- | ---- | ---- |
| 138  | ↘121 | ↘100 |

## Улицы
| - ул. 1-я, - ул. 2-я, - ул. 3-я, | - ул. 4-я, - ул. 5-я, - ул. Центральная. |

## Экономика
Сельскохозяйственные предприятия Чугуевского района.